# Il filo invisibile
Il filo invisibile (bra: Laços de Afeto) é um filme de comédia dramática italiano de 2022 dirigido por Marco Simon Puccioni, escrito por Luca De Bei e Marco Simon Puccioni e estrelado por Filippo Timi, Francesco Scianna e Francesco Gheghi.

## Enredo
A história é vista através dos olhos de Leone, que está a trabalhar num projeto escolar sobre os direitos LGBT na Europa, baseado em nada menos que a sua própria experiência pessoal. Embora também esteja no meio do primeiro amor com sua linda amiga de escola Anna, Leone é forçado a aceitar que sua “linda família” não é tão perfeita quanto parece. E assim, preso entre visões preconceituosas da homossexualidade como hereditária, uma série de mal-entendidos, batalhas civis e várias reviravoltas, o nosso jovem – cujo sofrimento é claro como o dia e não é diferente daquele sentido por qualquer outro jovem cujos pais se separaram – dá por si pensando no “fio invisível” que o liga aos seus dois pais e a todos aqueles que o trouxeram ao mundo.

## Elenco
- Filippo Timi como Paolo Ferrari
- Francesco Scianna como Simone Lavia
- Francesco Gheghi como Leone Ferrari
- Giulia Maenza como Anna Del Monte
- Jodhi May como Tilly Nolan
- Valentina Cervi como Monica Ferrari
- Emanuele Maria Di Stefano como Jacopo Venosa
- Matteo Oscar Giuggioli como Dario Del Monte
- Mauro Conte como Riccardo Morselli
- Alessia Giuliani como Elisa Del Monte
- Gerald Tyler como Leroy Liotta
- Enrico Borello como Receptionista
- Gianluca De Marchi como Domenico Moretti

## Lançamento
O filme está disponível na Netflix.